# Audea guichardi
Audea guichardi là một loài bướm đêm trong họ Erebidae.